# Flamboyantgotik

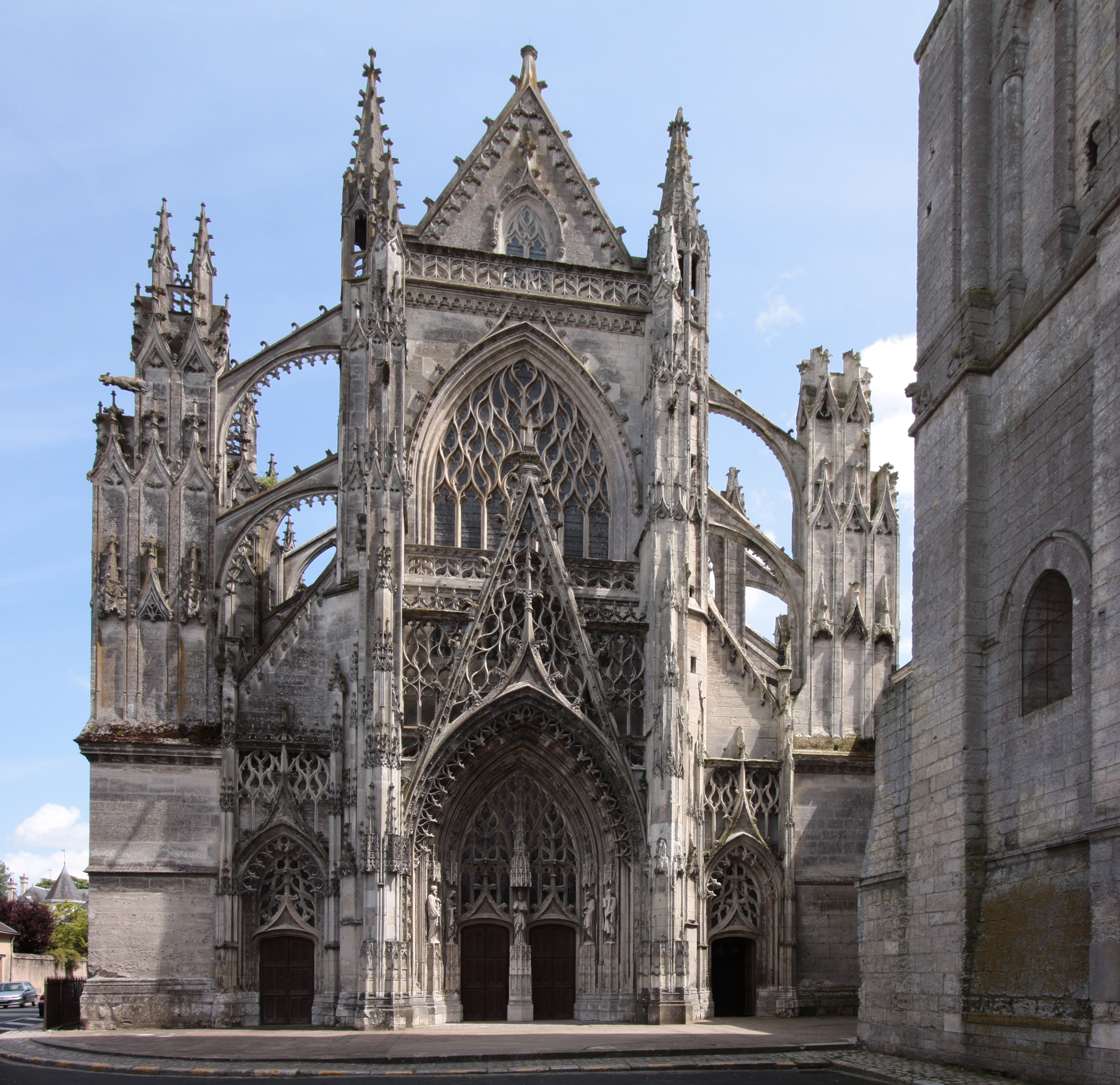
Abteikirche La Trinité (spätes 15. und Anfang 16. Jh.) in Vendôme, franz. Département Loir-et-Cher

Als Flamboyant (franz. für „flammend“) wird die letzte Phase der Gotik in Frankreich und Belgien (Flandern) bezeichnet, in jüngerer Zeit auch gleichartige Formen in Mitteleuropa. Namengebendes, aber nicht einziges Kennzeichen ist die Überlängerung bestimmter Formen des Maßwerks, die an Flammen erinnern. Außer Bauten mit überquellendem Dekor gibt es den sparsamen, aber kreativen Umgang mit gotischen Formen. Typisch ist die Verzierung eigentlich rechteckiger Fenster und Tore mit entsprechend verzerrten Kielbögen.
Manche Bauten der Spätgotik in Deutschland weisen Formen des Flamboyantstils auf. Nicht zuletzt mehrere Werke der Parlergotik in Süddeutschland und Tschechien verdienen diese Bezeichnung. Andererseits gab es in Deutschland in dieser Zeit Tendenzen zu äußerst sparsamem Umgang mit Schmuckformen, zum Beispiel an der Münchener Frauenkirche oder der Stralsunder Marienkirche.
In England schloss sich an den Decorated Style, der von 1250 bis 1370 dauerte, der Perpendicular Style („senkrechter Stil“) an, die für England typische Stilstufe der Spätgotik.
Zur Zeit des Flamboyantstils in Frankreich mit Ausstrahlung nach Osten gab es in Portugal den sehr üppigen manuelinischen Stil (Vgl. Kloster Batalha) und in Spanien den isabellinischen Stil.

## Beispiele

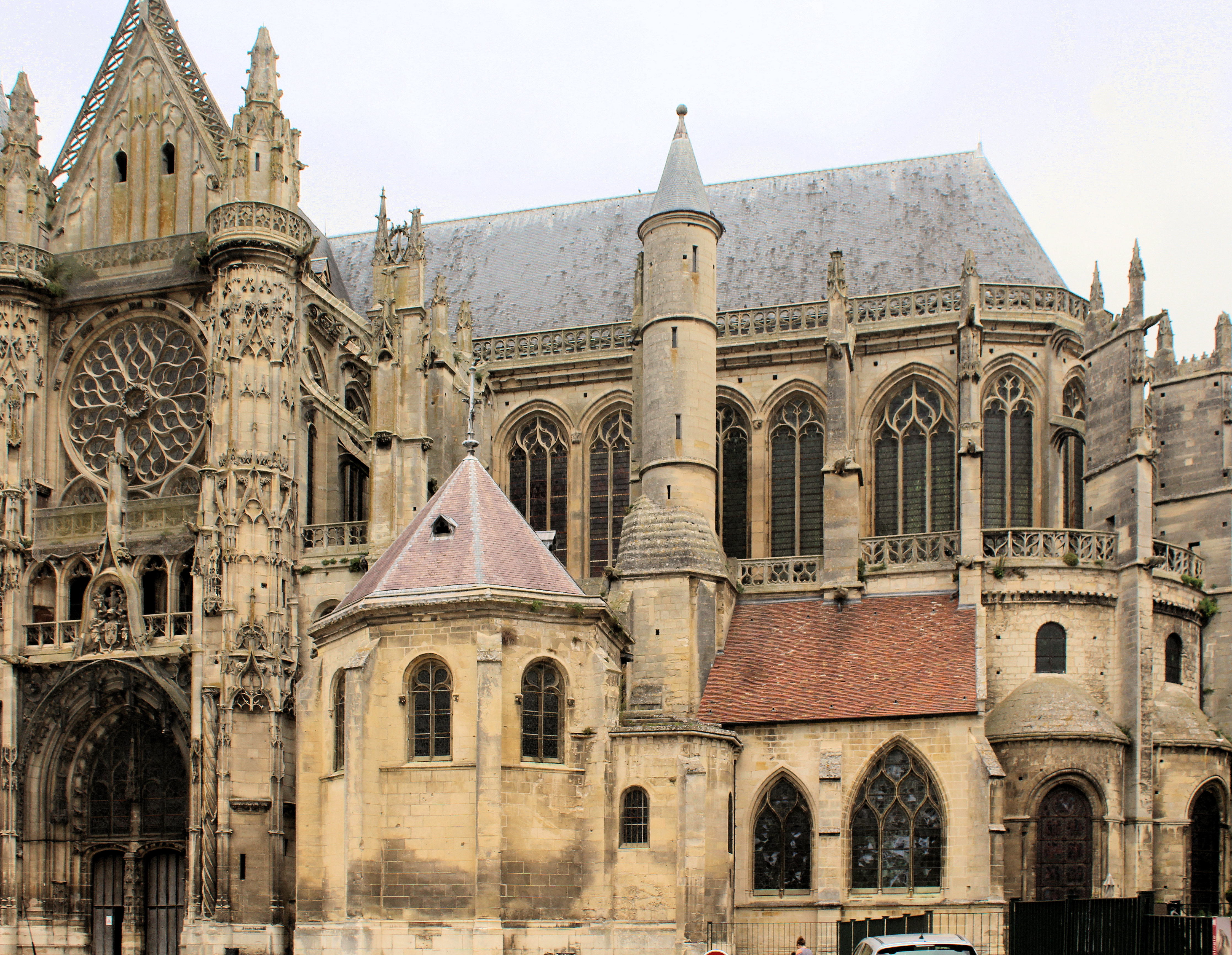
Mehrere Flamboyant-Fenster der ursprünglich frühgotischen Kathedrale von Senlis, Nordfrankreich

Beispiele für die Flamboyantgotik sind:
in Frankreich:
- die Sainte-Chapelle, 1394–1403, von Riom
- die Sainte-Chapelle, 1379–1480, von Vincennes,
- die Kirche La Trinité in Vendôme, Westfassade 1508
- Querhaus und Obergaden der Kathedrale von Senlis,
- der Chor der Klosterkirche auf dem Mont-Saint-Michel,
- die Westfassade, 1460–1497, der Kathedrale Saint-Étienne von Toul
- die Basilika Notre-Dame de l’Épine, 1406–1427, in der Champagne
- der Flügel Louis’ XII. von Schloss Blois, 1489–1503.

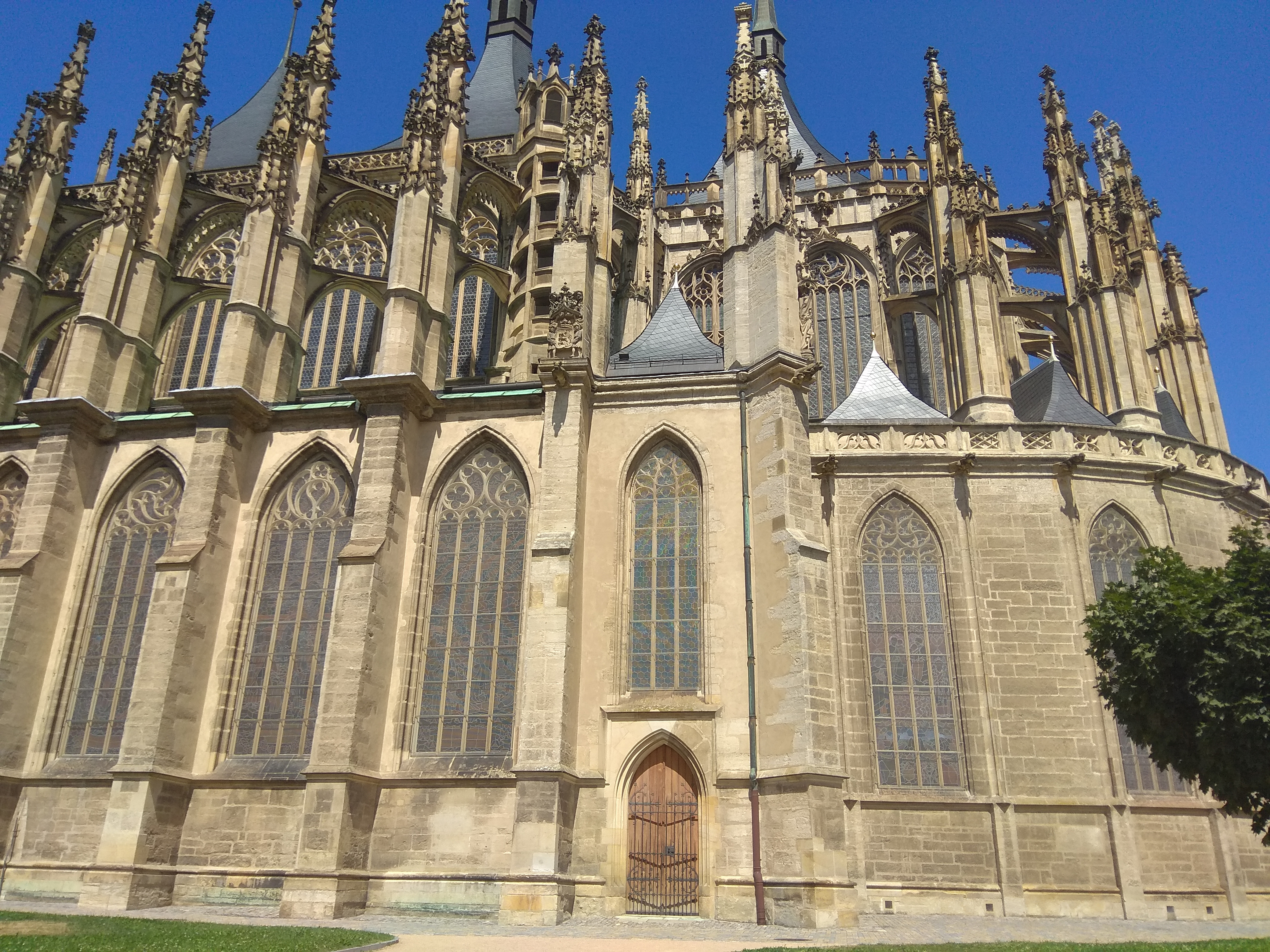
St. Barbara in Kutná Hora

- die frühere Kollegiatkirche Notre-Dame-de-Roscudon (Pont-Croix), um 1500 im Stil der Flamboyantgotik erweitert
- Chapelle de Languidou, Umbau nach 1500

in Belgien:
- der Nordflügel des Rathauses von Gent, errichtet 1519–1539 als nieuwe Schepenhuis van de Keure
- in Brügge
  - das Rathaus (1378–1400)
  - St.-Ivo-Kapelle und Kriminalkanzlei an der Heilig-Blut-Basilika (um 1500)
- das Rathaus von Löwen,

in Tschechien:
- Dom der heiligen Barbara in Kutná Hora, begonnen 1388 von Johann Parler dem Jüngeren,

in Litauen:
- die St.-Annen-Kirche in Vilnius

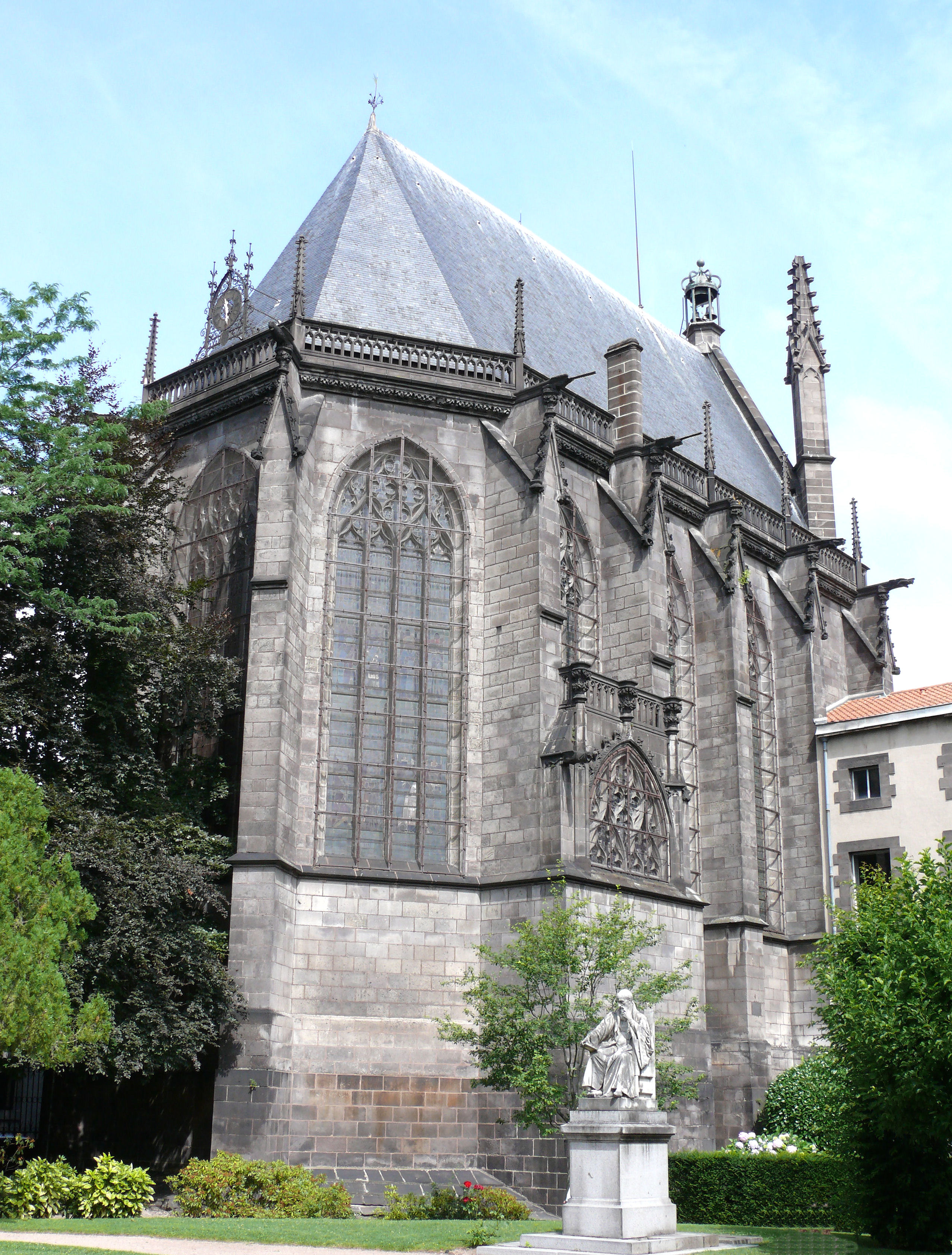
Sainte-Chapelle, 1394–1403, in Riom
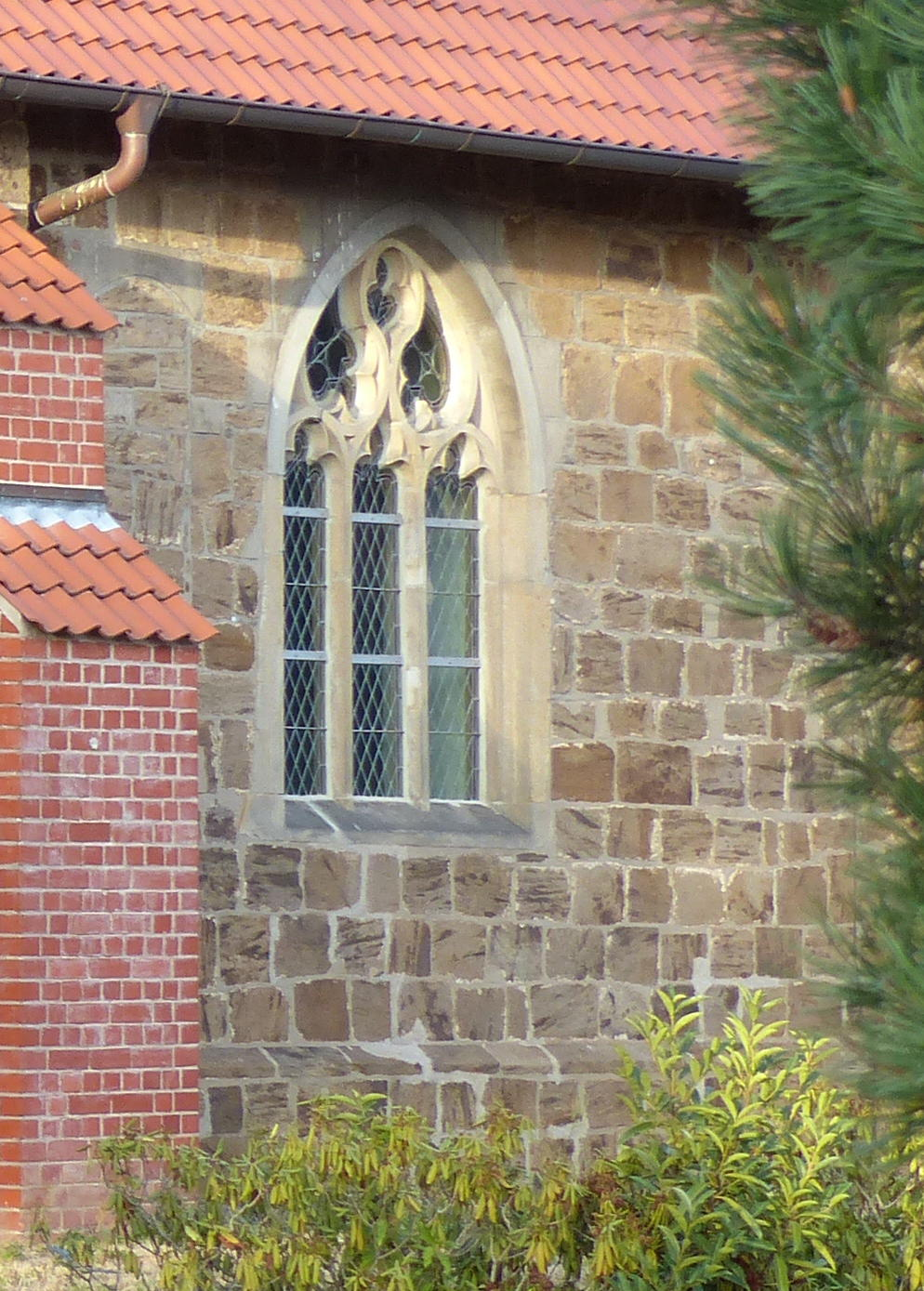
Flamboyantfenster der Bartholomäuskirche in Balge an der Mittelweser
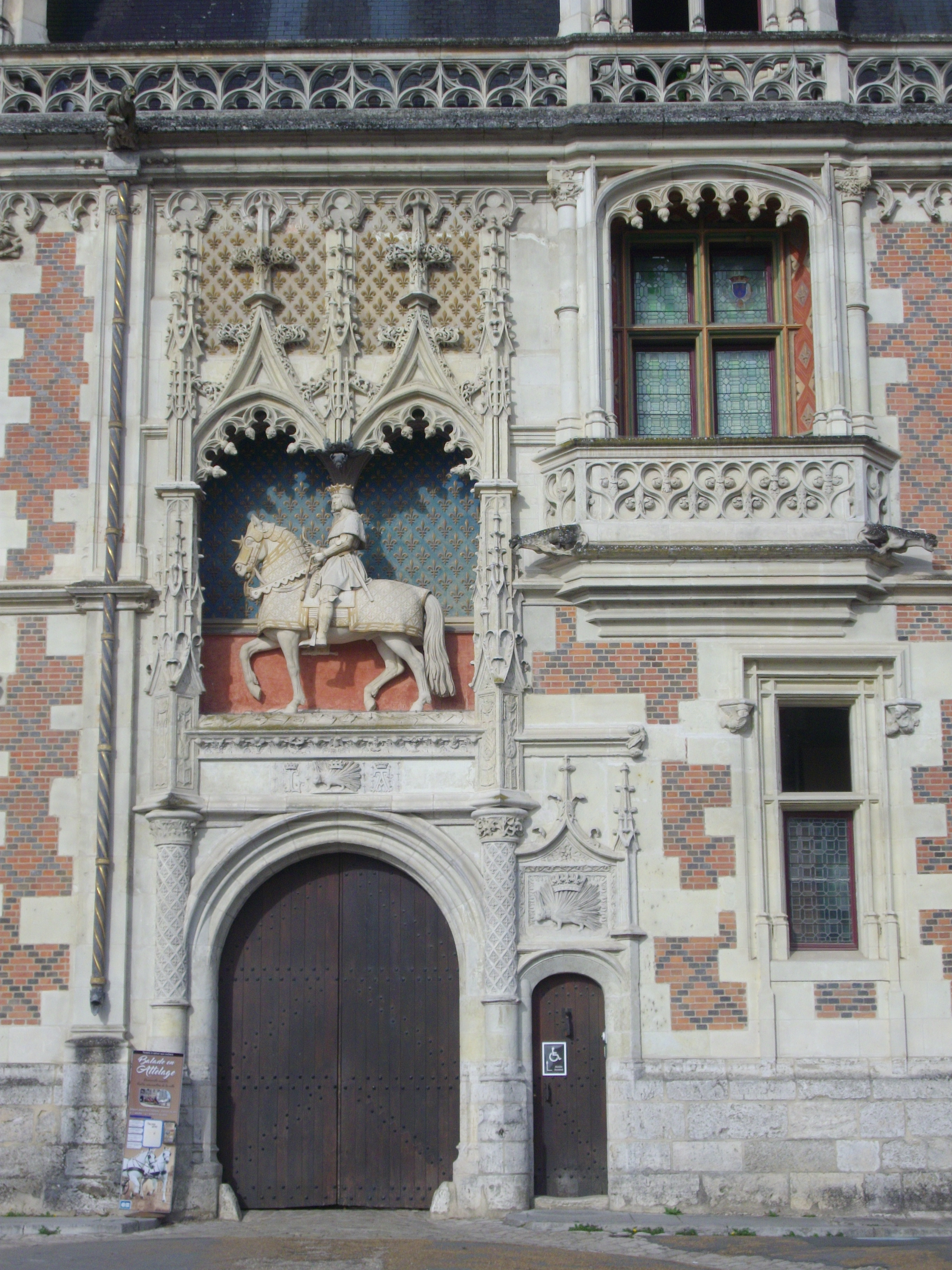
Flamboyant-Dekor am Flügel Louis’ XII. (1498–1503) von Schloss Blois an der Loire
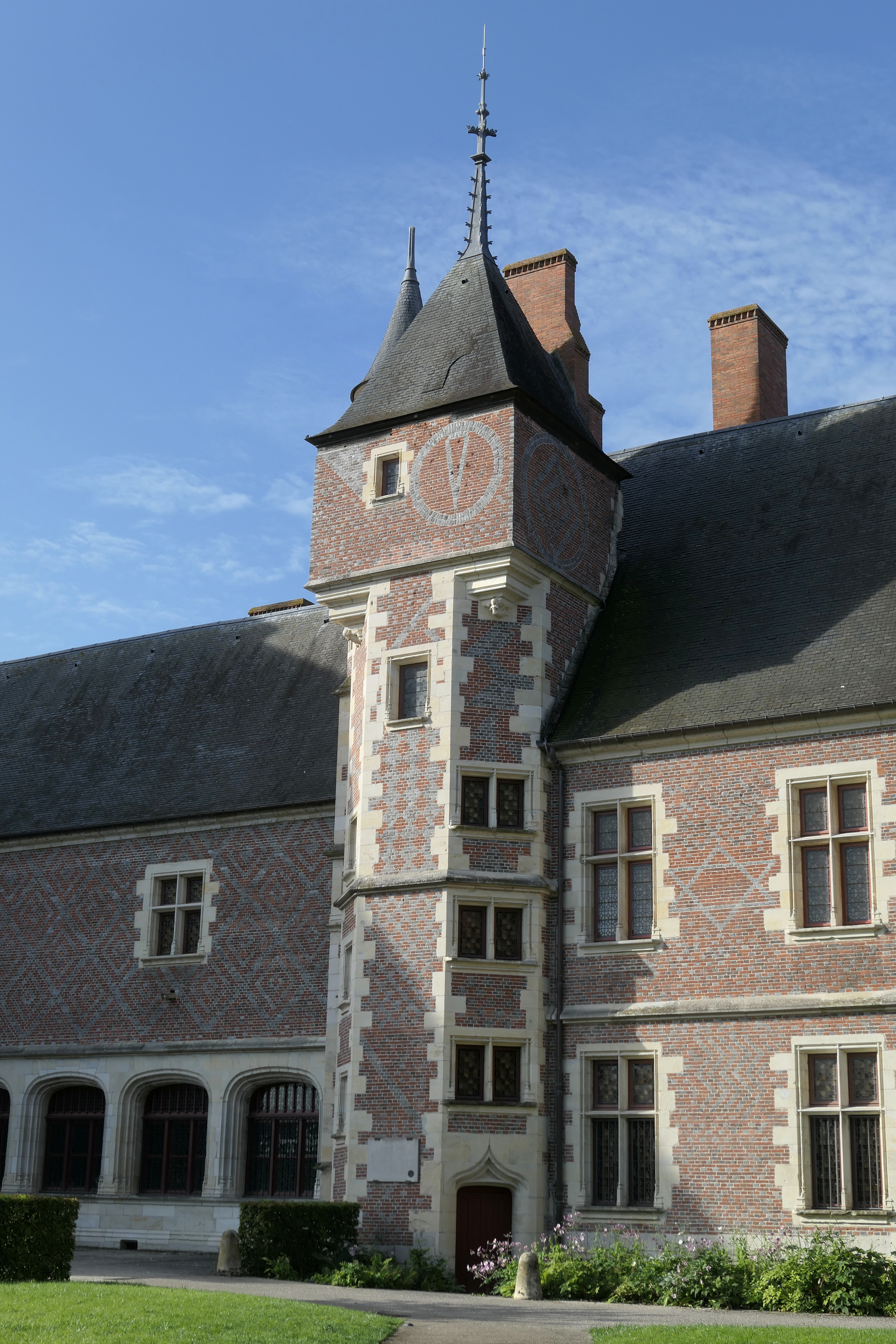
Schloss Gien an der Loire, 1494–1500, Kielbogenportal, Korbbogenarkade, Kreuzstockfenster ohne Attiken
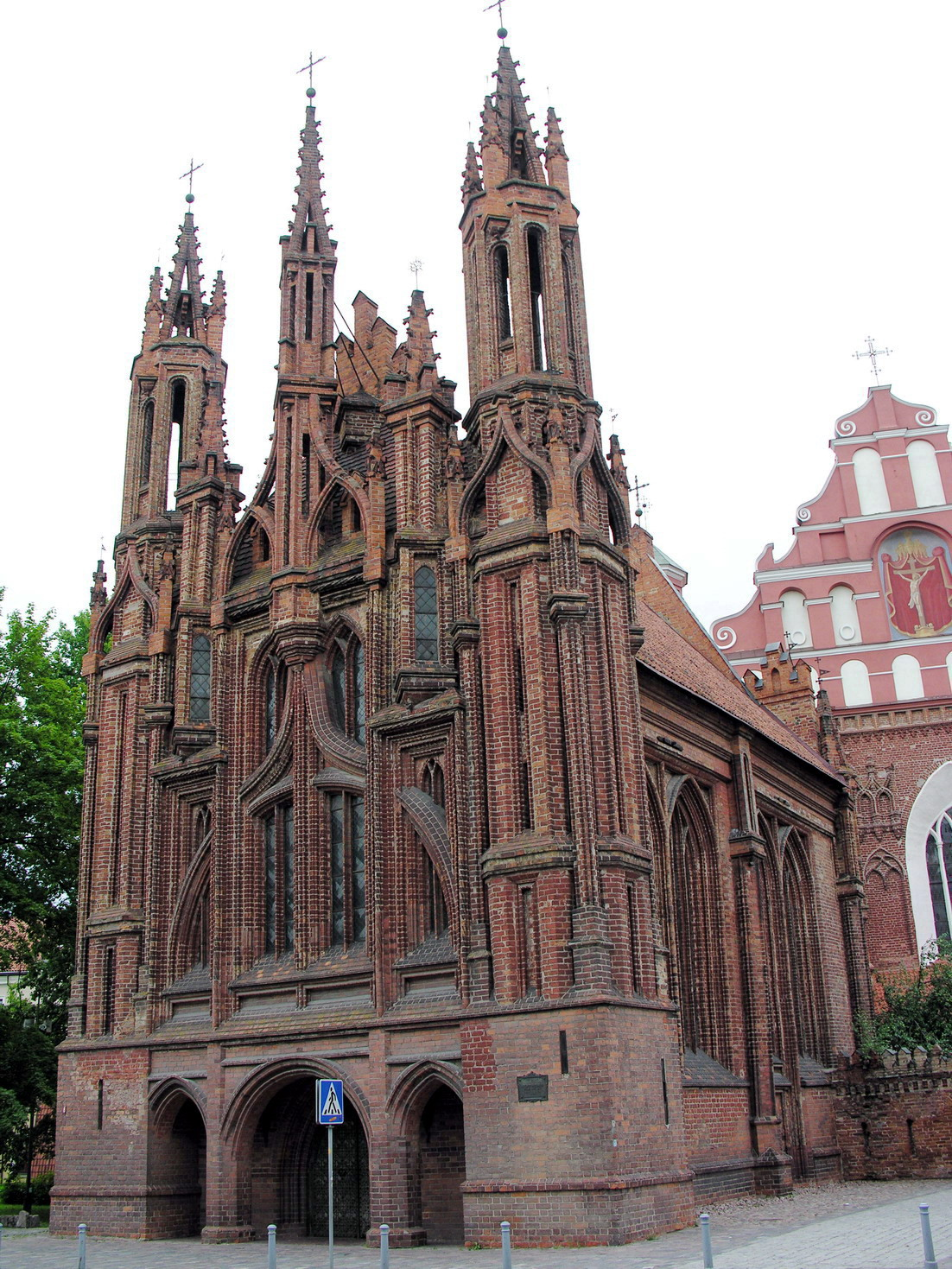
St.-Annen-Kirche in Vilnius, Litauen
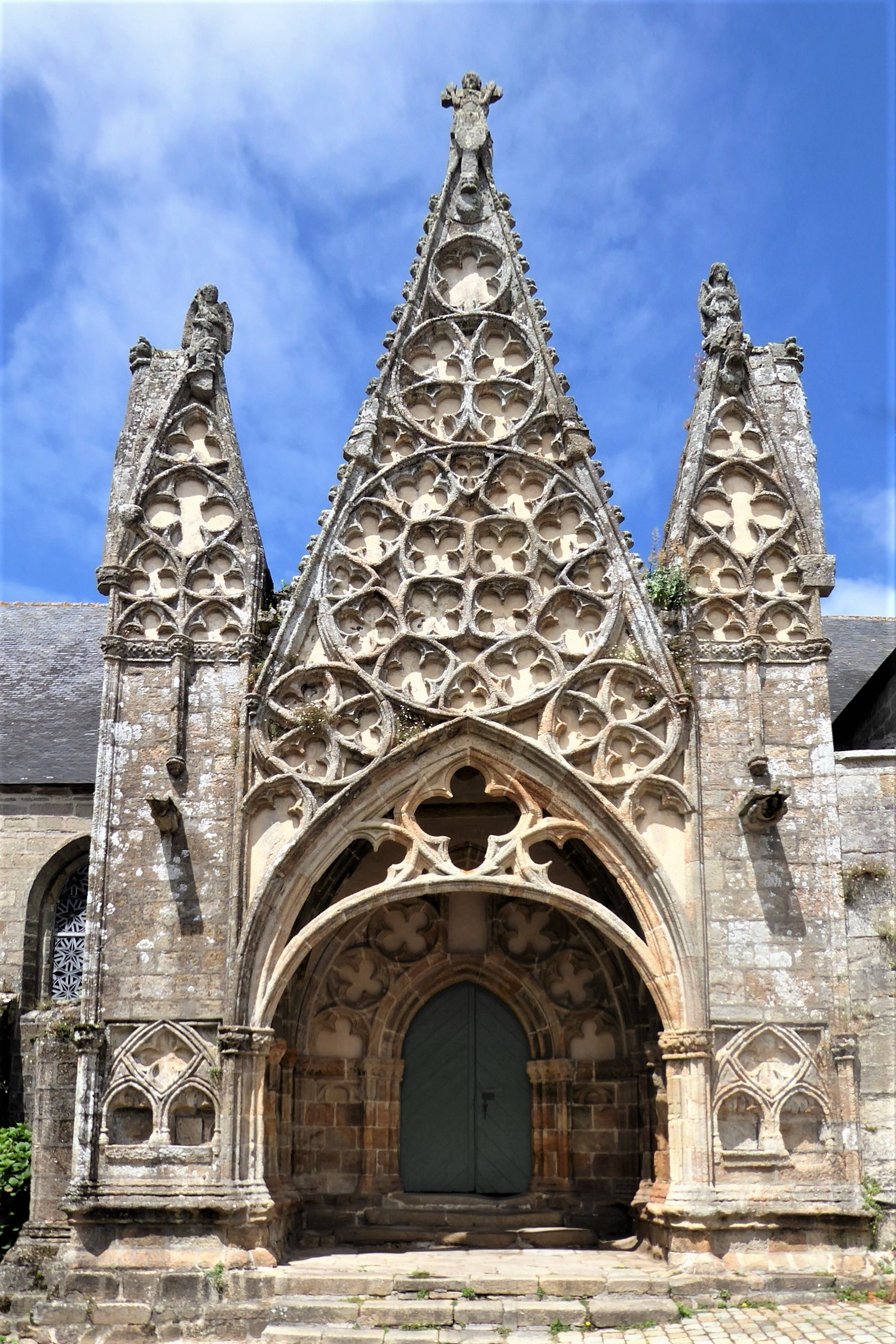
Kollegiatkirche Notre-Dame-de-Roscudon (Pont-Croix), Vorhalle
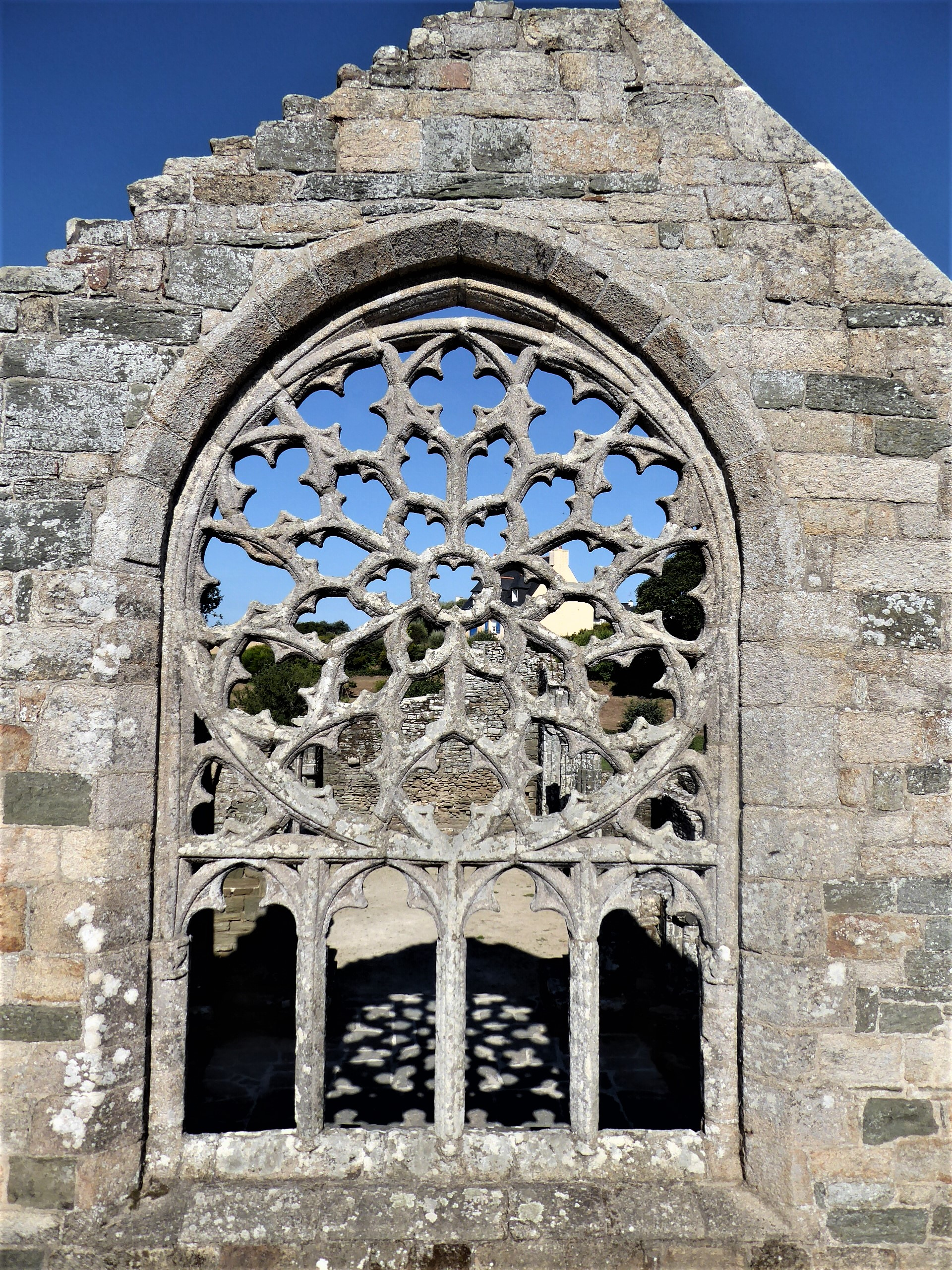
Chapelle de Languidou, Fensterrose in der Chorwand
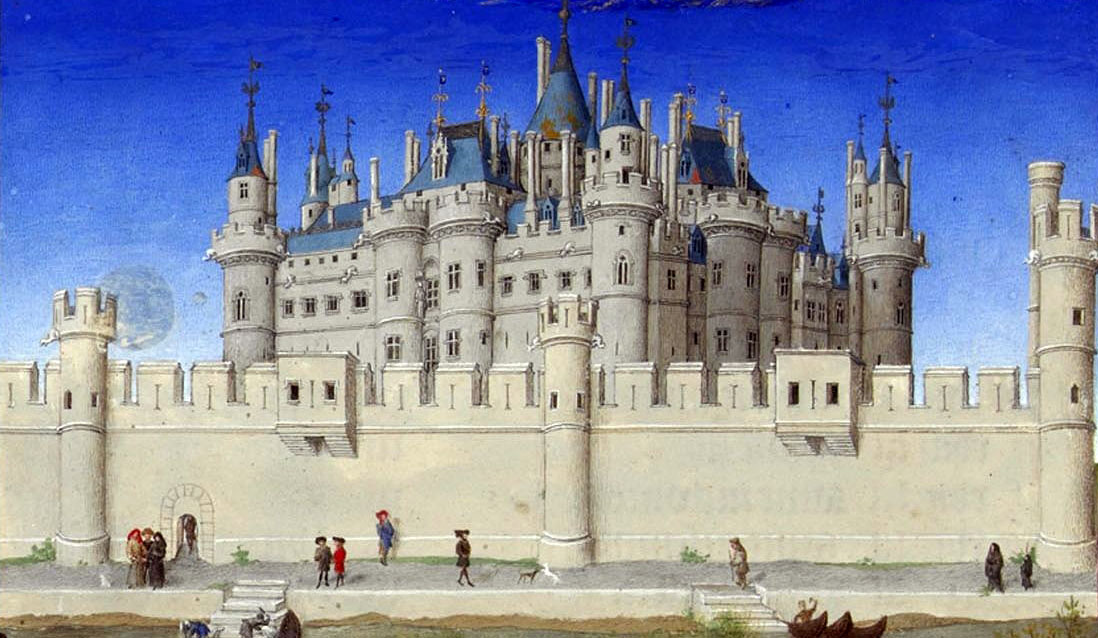
Der Louvre im Stundenbuch Très Riches Heures, um 1440